# Orzesznica wyniosła

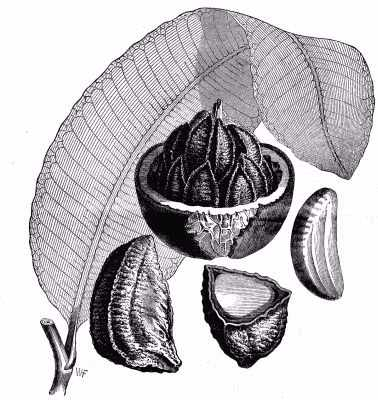
Liść i owoc

Orzesznica wyniosła, orzesznica brazylijska, bertolecja (Bertholletia excelsa) – gatunek drzewa z rodziny czaszniowatych. W stanie dzikim występuje w tropikalnych lasach górnego dorzecza Amazonki, przede wszystkim w Boliwii (która jest największym eksporterem owoców orzesznicy), w zachodnich i północnych stanach Brazylii i w Peru. Nieliczne stanowiska można spotkać również w Kolumbii, Gujanie, Gujanie Francuskiej, Surinamie i Wenezueli.

## Morfologia
PokrójPotężne, do 50 m wysokości drzewo wiecznie zielone.
LiścieNaprzeciwległe, długości do 60 cm i szerokości 15 cm, błyszczące, skórzaste, całobrzegie.
KwiatyDuże, kremowe, wydzielające nieprzyjemny zapach, zebrane w grona na szczycie pędów. Mają 6-płatkową koronę, liczne, zrośnięte w dole pręciki i 1 słupek.
OwocKulista lub wydłużona torebka o masie 1–2 kg, okryta brązową, zdrewniałą owocnią zawierająca 18–24 nasion podobnych z kształtu do segmentów pomarańczy. Same trójkanciaste nasiona są pokryte cienką, twardą, zdrewniałą łupiną.
|  |  |  |  |  |

## Zagrożenie
Obecnie gatunek zagrożony z powodu degradacji jego środowiska naturalnego oraz intensywnej eksploatacji przez człowieka.  Pojedyncze drzewa rosną długo, co połączone z intensywnym zbiorem owoców utrudnia regenerację populacji w stanie dzikim. Także uprawa w plantacjach nie przyniosła jak do tej pory znaczących rezultatów. Efektem jest zmniejszenie się produkcji orzechów brazylijskich: tylko między rokiem 1970 a 1980 ich eksport spadł o ponad połowę. Mimo to wciąż większość dostępnych orzechów na rynku pochodzi z dziko rosnących drzew.

## Zastosowanie
- Owoce zbiera się z drzew dziko rosnących w puszczy. Jedno drzewo może dać do 450 kg owoców w ciągu roku.
- Jadalne nasiona znane pod nazwą orzechów brazylijskich należą do najcenniejszych orzechów świata. Zawierają od 64,9% do 67,3% tłuszczu[4]. Otrzymuje się z nich olej używany nie tylko do celów spożywczych, ale również jako smar i do produkcji mydła.
- Czerwonobrunatne drewno jest równie cenne, używane w meblarstwie i budownictwie.
- Kora dostarcza garbników.